# کتاب دده قورقود
کتاب دَدَه قورقود (به زبان ترکمنی: Gorkut-ata)؛ نام قدیمی‌ترین و معروف‌ترین اثر مکتوب شامل یک مقدمه و ۱۲ بوْی یا قسمت به زبان ترکی اوغوزی می‌باشد.
این مجموعه از ۱۲ داستان به نثر و نظم تشکیل شده و مجموعه‌ای است که زندگی، ارزش‌های اجتماعی و باورهای پیش از اسلام ایل‌های ترک اوغوز را نشان می‌دهداین کتاب ارزشمندترین مجموعه نثر فولکلور امپراطوری عثمانی در قرن‌های چهاردهم و پانزدهم میلادی است و حساب دقیق قدمت داستان‌ها غیر ممکن است، اما برخی از صاحب‌نظران نیز قدمت قدیمی‌ترین نسخهٔ نوشته شده ی  موجود از این کتاب را در حدود قرن شانزدهم میلادی تخمین زده‌اند.

## درون‌مایه
کتاب دده قورقود مجموعهٔ دوازده حکایت حماسی و داستان‌هایی قهرمانی از تُرک‌های اوغوز (غُز) است.
داستان‌های حماسی کتاب دده قورقود الهام‌گرفته از دو دورهٔ تاریخی متفاوت هستند که در هم آمیخته شدند: 
الف) توصیف جنگ‌های اوغوز با همسایگانشان، پچنگ‌ها و قبچاق‌ها و دیگر مناسباتشان بین سده‌های سوم تا پنجم هجری در شمال سیحون و پیش از ورود اوغوزها به آناتولی. قهرمان اصلی این حکایت‌ها «سالور قازان» بوده و این حکایت‌ها در واقع مناقب و خصایل قبیله سالور، یکی از ۲۴ قبیلهٔ اوغوز است. 
ب) دربارهٔ حملات قبایل ترکمن از سدهٔ هفتم به بعد، از آناتولی شرقی و آذربایجان به سرزمین‌های یونانی‌نشین ترابوزان، گرجستان و آبخازیا است. قهرمان بیشتر این حکایت‌ها بایندُر خان جد افسانه‌ای آق‌قویونلوها است. در دده قورقود «سالور قازان» داماد و پیرو «بایندر خان» معرفی شده‌است. داستان سالور قازان یعنی داستان اوغوزها پیش از رفتن به آناتولی با داستان بایندُر خان آق‌قویونلو یعنی داستان دورهٔ حضور اوغوزها در آناتولی و داستان قبایل ترکمن درآمیخته است.
از نکته‌های چشمگیر این داستان‌ها می‌توان به این موارد اشاره کرد: خانواده و به‌ویژه نقش زن در خانواده و جامعه و تربیت فرزندان جایگاه ویژه‌ای دارد. برای نام‌گذاری پسران، پس از این که شایستگی خود را به خانواده و جامعه نشان می‌دادند، مراسم اجرا می‌شده است. اوزان (نوازنده) و ساز قوپوز محترم شمرده می‌شود و خود شخصیت دده قورقود یک اوزانِ قوپوزنواز است.

### شخص دده قورقود
شخصیت دده قورقود، که کتاب به نام او نامیده شده، به‌عنوان یک اوزان (عاشیق) در همهٔ داستان‌ها حضور دارد و معمولاً در آخر هر داستان وارد صحنه می‌شود و داستان را با سخنان نغز و پندآمیز خود به پایان می‌رساند.. در مقدمهٔ کتاب، شخصیت «دده قورقود» فرزانه‌ای از قبیلهٔ بیات، معاصر پیامبر اسلام، دانای طایفه اوغوز، آگاه به غیب و الهام الهی عنوان شده است. مقدمهٔ کتاب، نقل دربارهٔ دده قورقود و سخنان منسوب به دده قورقود است و وی در همهٔ داستان‌های دوازده‌گانهٔ کتاب حضور داشته و نقش دانای کل، حلال مشکلات، خنیاگر و داستان‌پردازِ مجالس را دارد. در آسیای میانه دده قورقود از اولیای الهی به شمار می‌آید. 
امیر علیشیر نوایی در نسائم المحبه (ترجمهٔ ترکی نفحات‌الانس جامی)، که به شرح احوال عارفان اختصاص دارد، ضمن اشاره به شهرت دده قورقود در میان تُرکان، نوشته است که وی از گذشته آگاهی داشته و از آینده خبر می‌داده و سخنان باارزشی از او باقی مانده است. خاطرات دده قورقود و قبرهای منسوب به وی در مناطق تُرک‌نشین پراکنده است. بنا به روایاتی در قزاقستان و قرقیزستان و ترکمنستان «قورقوت آتا» در رؤیای خود کنده‌شدن گورش را دیده و برای فرار از مرگ از دیاری به دیاری دیگر گریخته است. او در هر جا با گورکنان خود روبه‌رو شده و سرانجام به اقامتگاه دائمی خود در نزدیکی مصب سیحون بازگشته است و پس از گذشتن از آنجا در محلی که به‌مناسبت وجود مقبره‌ای منتسب به وی، «ایستگاه دده قورقود» نامیده می‌شود، به خاک سپرده شده است.
شخصیت دده قورقود را پیری که از گذشته آگاهی داشته و از آینده خبر می‌داده است، طالع‌شناس، و اوزان (خواننده و نوازندهٔ غز) دانسته‌اند. واژه دده به‌معنی «بابابزرگ» است. اینکه آیا دده قورقود شخصیتی راستین بوده یا داستانی، قابل‌اثبات یا رد نیست. در باور ایشان دده قورقود در سن ۳۰۰سالگی درگذشت. گوری در نزدیکی شهری که به نام او قورقود نامیده شده قرار دارد. این شهر در مسیر راه‌آهن شهر غزالی به قیزیل‌اوردا در قزاقستان و در ۱۵۰ مایلی خاور دریاچهٔ آرال قرار دارد. در کتاب منجم‌باشی، مورخ معروف عثمانی، نیز از شخصی به نام قورقود آتا که در قدیم‌الایام در میان ترکمانان می‌زیسته نام برده شده است، همچنین قورقود آتا در کتاب شجره التراکمه ابوالغازی بهادر خان، وزیر یکی از شاهان افسانه‌ای اوغوزان است که مکرر از او نام برده شده است.

### سیمای زنان
به‌باور دانشنامهٔ جهان اسلام در کتاب دده قورقود، خانواده و به‌ویژه نقش زن در خانواده و جامعه و تربیت فرزندان جایگاه ویژه‌ای دارد.به‌باور نشریهٔ ادبیات تطبیقی دانشگاه باهنر کرمان در این کتاب زن با سیمای دلپسند و با مقامی ارجمند و والا هم‌طراز مرد نمایانده شده است و در کنار قهرمانان مرد برای دفاع از حریم ایل و دیار خود با مردان هماورد می‌کند.
کریمی در کتاب ادبیات باستان آذربایجان باور دارد زنانی که در این اجتماع ایلی تصویر می‌شوند، جسور، دلیر، با شهامت و مبارز هستند. در منابع چینی شعر بلندی به نام «مولان تورکی‌سی» به ثبت رسیده‌است، که مضمون آن دربارهٔ ماجرای زندگی دختر شجاعی است که یکه و تنها پای به میدان کارزار می‌نهد و با کمال تهور آهنگ نبرد می‌کند و رشادت‌ها و دلاوری‌های شایان تحسینی از خود نشان می‌دهد.
بورلا (Burla) خاتونِ داستان چهارم، سولجان (Suljan) خاتونِ داستان ششم و چیچک (Cicak) بانوی داستان سوم و دیگر زنان جسور اوغوز شخصاً در نبرد علیه دشمن به پا برمی‌خیزند و سرانجام پیروز می‌شوند..
حسین محمدزاده صدیق نیز باور دارد صحنهٔ حملهٔ برق آسای سولجان خاتون به‌سوی انبوه سپاه دشمن با این تشبیهات زنده و جاندار به تصویر کشیده شده است: «سولجان با اسبِ بادپای خود چونان شاهین تیزپروازی که به‌سوی انبوه غازهای وحشی فرود آید، به قلب قشون دشمن یورش آورد.» این دختر دلیر در میان افراد قبیلهٔ خود به اوصافی از قبیل شکارچی بی‌نظیر، کسی که تیرش هرگز به خطا نمی‌رود، و پهلوانی که همواره دو کمان بر دوش دارد معروف بود.
نشریهٔ ادبیات تطبیقی دانشگاه باهنر کرمان این‌طور می‌گوید که زنان در این کتاب هیچ‌کدام با صفت جادو و جادوگری توصیف و معرفی نشده‌اند.

## تاریخچه

### خاستگاه
مجموعه دوازده حکایت دده قورقود، داستان‌هایی قهرمانی از ترکان اغوز است. به نظر فاروق سومر حکایت‌های دده قورقود دربارهٔ اوغوزهایی‌ست که در قرن چهارم و پنجم هجری در حوضه سیحون می‌زیستند. قهرمانان این داستان‌ها بیگ‌های غز هستند. خاطرات جنگ‌های این غزها با بیگ‌های قبچاق همسایه و کشمکش‌های درونی خود آنها در آسیای مرکزی را احتمالاً نوادگان این غزها در نیمه اول قرن هفتم هجری با خود به خاور نزدیک بردند. این خاطرات در اوایل قرن هشتم مکتوب شد و اغوزنامه نام گرفت. اصل کتاب اغوزنامه در دست نیست ولی گفته می‌شود تفاوتهایی با کتاب حاضر داشته‌است. حکایت‌های اغوزنامه توسط اوزان‌ها که خواننده و نوازنده بودند حفظ شده و بازگو شد. سپس در نیمه دوم سدهٔ دهم هجری این حکایت‌ها در کتاب دده‌قورقود مکتوب شد. به اعتقاد پرتو نایلی بوراتاو، دده قورقود تنها متن حماسی غُز است که به زمان حال منتقل شده‌است. از نظر او داستان‌های حماسی کتاب دده‌قورقود متعلق به دو دوره زمانی متفاوت هستند که در هم آمیخته شده‌اند:
- دوره نخست بین سده‌های سوم تا پنجم هجری در شمال سیحون. این حکایت‌ها مربوط به پیش از ورود غزها به آناتولی است و جنگ‌های غُزها با همسایگانشان، پچنگ‌ها و قبچاق‌ها و دیگر مناسبات‌شان را توصیف می‌کند. قهرمان اصلی این حکایت‌ها شخصی به نام «سالور قازان» است. این حکایت‌ها در واقع مناقب و خصایل قبیله سالور، یکی از ۲۴ قبیلهٔ غز است. غوزها انتقال این مناقب به آناتولی را از سده پنجم هجری آغاز کردند.[۱۷]
- دوره دوم در حکایات کتاب دده قورقود دربارهٔ سده هفتم به بعد است و حملات قبایل ترکمن از آناتولی شرقی و آذربایجان به سرزمین‌های یونانی‌نشین ترابوزان، گرجستان و آبخازیا را وصف می‌کند. بیشتر این حکایت‌ها دربارهٔ بایندُر خان جد افسانه‌ای آق‌قویونلوها هستند.[۱۷]

درآمیختن این دو دوره بدین شکل است که در کتاب، «سالور قازان» داماد و پیرو «بایندر خان» معرفی شده‌است، و داستان سالور قازان یعنی داستان غز‌ها پیش از رفتن به آناتولی با داستان بایندُر خان-آق قویونلو یعنی داستان دوره حضور غزها در آناتولی و داستان قبایل ترکمن درآمیخته است.
بوراتاو نویسندهٔ دده قورقود را ناشناخته دانسته و زمان کتابت آن را همدوره با اوزون حسن می‌داند. دربارهٔ اینکه نویسنده مقدمه کتاب دده قورقود با نویسنده حکایات کتاب یکی باشند نیز میان پژوهشگران اختلاف نظر هست. بیشتر پژوهشگران نویسندهٔ مقدمه و حکایات را متفاوت می‌دانند اما بوراتاو آنها را یکی می‌داند.
جمال کافادار بر این اعتقاد است که قدمت این کتاب پیش‌تر از قرن ۱۵ میلادی نیست زیرا نویسنده تلاش دارد تا جایگاه حاکمان آق‌قویونلوها و عثمانیها را ارتقا دهد. با این وجود استنفورد جی شا در کتاب تاریخ امپراطوری عثمانی قدمت کتاب دده قورقود را به قرن ۱۴ میلادی تخمین زده‌است.
مایکل ای. در خصوص دو تاریخ اعلام نظر کرده‌است، وی اعتقاد دارد که نسخه‌ای که در حال حاضر از داستان‌ها داریم به صورت داستان‌ها و شعرهای فولکلور در حدود قرن ۱۳میلادی ساخته شده‌اند و در حدود قرن ۱۵ میلادی به صورت مکتوب درآمده است. حداقل یکی از داستانها (داستان هشتم: بوسات اولدوردوگی تپه گوزون بویو (داستان تپه گوز کشته شده به دست بوسات) در نسخه مکتوب در ابتدای قرن ۱۴ مشابهتی با داستان منتشرنشده‌ای به زبان عربی با نام Durar al-Tijan,کتابت شده در مصر به تاریخ ۱۳۰۹ تا ۱۳۴۰ میلادی دارد.
اصطلاح اغوزنامه برای کتاب دده قورقود به داستان مردان قبیله اوغوز اشاره دارد، نه به شخصیتی اسطوره‌ای به نام اغوز.، بعلاوه، روایتهای‌اغوز و کتاب دده قورقود ساختمان روایی متفاوتی دارند. در حالی که روایت‌های‌اغوز داستان خان‌ها را به عنوان رهبران مطلق سیاست دشت حکایت می‌کند، کتاب دده قورقود داستان مردانی از قبیله اغوز است که رئیس‌های آنان، مثل بایندرخان، در متن وجود دارند،، اما هیچگاه روی آنان تأکیدی نشده. این تفاوت بین کتاب دده قورقود و قطعه‌توپقاپی هم وجود دارد. قطعه‌توپقاپی، نوشته‌ای است با نویسنده ناشناس که در مدخل تاریخ آل سلجوق نوشته یازیجی‌اوغلو پیدا شده‌است. با وجود این تفاوت‌ها، هردوی این قصه‌ها (اغوزخان و کتاب دده قورقود) واضحاً طی قرن‌های ۱۴ تا ۱۶ میلادی گردآوری شده‌اند، کتاب کلمات اغوزنامه المشهور به آتالارسوزی، که جُنگی از ضرب‌المثلهاست، شامل مدخلی بر قورقودآتا می‌شود که در آن از اغوزآتا به عنوان فردی نامبرده شده که واجد توانایی پیشگویی می‌باشد. کتاب‌های کنزالدرر و جامع الغرر و درر التیجان و غرر تواریخ الازمان نوشته ابن دواداری (۷۸۶ قمری، ۱۳۳۵ تا ۱۳۳۶ میلادی)، تاریخ‌نگار دوره مملوکان، که بازتابی است از داستان‌های دوره اردوی زرین، آمیزه بی‌همتایی از داستان‌های مربوط به چنگیزخان، اغوزخان و دده قورقود را ارائه می‌دهد. سرانجام، تاریخ جدید مرآت جهان، که کتابی دربارهٔ تاریخ جهان است و در سال ۱۵۹۲ میلادی (۱۰۰۰ قمری) توسط یکی از خاندان آق‌قویونلو نوشته شده، داستان‌هایی در مورد اغوز دارد که هم به داستان دده قورقود و هم به داستان اغوزخان اشاره کرده‌است.
بر پایه نظر محمد فؤاد کوپرولو مجموعه داستان‌های ده‌ده قورقود ریشه‌ای پیش از اسلامی دارند و نشانه‌هایی از این ریشه‌های پیش از اسلام در آن دیده می‌شود. این داستان‌ها قرن‌ها به‌صورت شفاهی سینه به سینه نقل شده‌اند و سرانجام به صورت مکتوب درآمده‌اند. کوپرولو باور دارد کتاب دده قورقود در واقع از مجموعه مناقب اغوزان یا اوغوزنامه‌ها جدا شده‌است. وی برای اثبات سخن خود قسمتی از نقل قول ابوبکر عبدالله دواداری در کتاب درر التیجان را می‌آورد. دواداری در این کتاب که به سال ۷۰۹ قمری تألیف شده‌است در ذکر رویدادهای سال ۶۲۸ قمری، به دو کتاب به نام‌های اولوخان آتا بیتکچی و دیگری اوغوزنامه اشاره می‌کند. او می‌نویسد خود اصل کتاب اوغوزنامه را دیده‌است. این کتاب به روایت دواداری ابتدا از ترکی به فارسی و سپس به وسیله جبرائیل بن بختیشوع طبیب و مترجم معروف زمان هارون الرشید به عربی ترجمه شده‌است و اصل آن جزو خزانه ابومسلم خراسانی بوده‌است. نقل دواداری از آنجا که شباهت بسیار به داستان تپه گوز دارد، کوپرولو را به این نتیجه رساند که این کتاب قسمتی از اغوزنامه باستانی بوده‌است که بعدها از آن مجموعه جداشده‌است؛ ولی استدلال استواری برای این سخن که این دو یک کتاب هستند وجود ندارد. فاروق سومر هم استدلال کوپرولو را رد می‌کند و می‌گوید این کتاب ربطی به آغوزنامه رویت شده توسط ابن دواداری نیست.
جوادی و بوریل معتقدند که داستان دده قورقود، به قرن پنجم و ششم هجری (یازدهم و دوازدهم میلادی) به دوران پیش از مسلمان شدن ترک‌های اغوز بر می‌گردد. با این حال، متن موثق این داستان در قرن نهم هجری (پانزدهم میلادی) نگاشته شده‌است.
اولیا چلبی از وجود مقبره قورقود خان (دده قورقود) در زیارتگاه اجداد سلاطین آل عثمان در اخلاط خبر داده‌است. آدام اولئاریوس آلمانی که در حدود نه سال پیش از اولیا چلبی از دربند گذشته‌است در سفرنامه‌اش از قبر کورشود/قورخود یاد کرده که بر فراز تپه‌ای در نزدیکی دربند بوده‌است. بارتولد که بعدها به دربند (روسیه) سفر کرده بود، نشانی از قبری که اولیا چلبی و اولئاریوس دیده بودند، نیافته بود. در حوالی سرای در ساحل رود ولگا نیز محلی بنام «آستانه قورقوت» وجود دارد و مقبره نیمه ویرانی در ایالت اورنبورگ واقع در اورال جنوبی نیز منتسب به دده قورقود است.

### تغییر تدریجی
به نظر زکی ولیدی طوغان بسیاری از نام‌های تاریخی و جغرافیایی موجود در این کتاب متعلق به زمان پیش از عزیمت غز‌ها از ترکستان است. با این حال پس از انتقال غزها به آناتولی و آذربایجان بسیاری از نام‌های مکان‌های وقوع حوادث و نیز نام دشمنان غزها تغییر پیدا کردند. در دده قورقود بقایای نمادهای شمنیسمی تُرکان در کنار نمادهای اسلامی دیده می‌شود. مثلاً قهرمانان حکایات از خداوند تنری (تانری؛ تنگری) کمک می‌خواهند در حالی که پیش از آغاز جنگ وضو گرفته و نماز حاجت می‌خوانند و پس از پیروزی، کلیساها را به مسجد اسلامی تبدیل می‌کنند. نام بیشتر قهرمانان دده قورقود تُرکی است به جز سه نفر که نام‌های عربی و فارسی دارند.
محمدعلی فرزانه در مقدمه‌ای که بر کتاب دده قورقود نوشته‌است اشاره می‌کند که: «در تکوین آثاری از نوع داستانهای دده قورقود که جنبه فولکلوریک آن بر جنبه ابداع فردی آن برتری دارد مسئله پیدایش اثر یک چیز و تاریخ و تدوین و کتابت آن چیز دیگر است. به عبارت دیگر هر اثر فولکلوریک ولو اینکه در آغاز امر گوینده و پردازنده‌ای داشته باشد، بعد از ابداع مدتها سینه به سینه نقل می‌شود. پابه‌پای تحول اجتماع و تاریخ و طی دوران کمابیش طولانی، تبدلات و تغییراتی بر خود می‌پذیرد و آنگاه ممکن است کسوت کتابت بپوشد.»

جلد کتاب «مقدمه‌ای بر بررسی کتاب دده‌قورقود» - با رویکرد بررسی اساطیری کتاب دده قورقود

تخمین دقیق بر اساس روش زندگی ترکان کنونی پس از گذر نسلهای متمادی با افسانه‌هایی مانند دده قورقود که به صورتی سینه‌به‌سینه منتقل شده‌است، غیرممکن است. این امر علی‌الخصوص در خصوص کتابی مانند این که توسط راویان فراوانی که هر کدام امکان اضافه و کم کردن بخشی از آن را داشته‌اند و در قرن ۱۶ میلادی دو نسخه مکتوب تهیه شده‌است، صحت دارد.
میرعلی سیدسلامت در کتاب «مقدمه‌ای بر بررسی کتاب دده‌قورقود» که در آن به بررسی اساطیری این کتاب پرداخته‌است اعتقاد دارد که «در چنین شرایطی باید زمان وقایع اتفاقیه کتاب دده قورقود خیلی قدیم‌تر از زمان سرازیر شدن قبایل و عشایر به آذربایجان باشد. بازگویی جهان‌بینی قبل از اوستا در چارچوب سرکردگان اقوامی با مشخصه‌های حک شده بر قلعه‌ها و ممالک و طوایف تماشایی است. بازآفرینی، حفظ و نگهداری این اثر و نمایاندن نقش توتمها در مبارزه با اهریمن، درخور ستایش است اما اثبات انتساب‌ها بیهوده است.»
این مجموعه پیش از تهیه در قالب کتاب به صورت افسانه‌های شفاهی وجود داشته و در نسلهای متمادی و سینه‌به‌سینه منتقل شده‌است و مجموعه‌های گردآوری شده متفاوتی از این افسانه‌ها وجود دارد با توجه به آهنگین بودن زبان ترکی، این گمان وجود دارد که نسخه‌های ابتدایی قالب نظم و شعر داشته‌اند اما این افسانه‌ها در طول زمان و تحت تأثیر مضامین اسلامی به شکل نظم و نثر درآمده است.
در نسخه واتیکان بیشتر واژه‌های اصیل ترکی تبدیل به لغات و اصطلاحات عربی گردیده‌اند مانند واژه «بوْی» به معنی داستان، تبدیل می‌شود به «حکایت» و «اٰؤلمک» به «وفات» و مانند این‌ها؛ که بی‌گمان در اثر وسعت و رسمیت زبان ادبی رایج منطقه در آن زمان، یعنی زبان عربی-فارسی، به این متن ترکی نیز نفوذ کرده‌است. به‌طور خلاصه، وجود شواهدی مانند: نیزههای چوبین، کمان‌های زخمت و فوق‌العاده سنگین، ناشناخته بودن فلزات، تولد رازناک «تپه گؤز» یا غول یک چشم و آدمخواری حریصانهٔ او، نقش زنان در جستجو و جمع‌آوری و شناخت گیاهان، آشنایی دورا دور و پرابهام با جانوران و تشخیص ندادن جنسیت آن‌ها، مطرح شدن مسایلی در مورد لزوم یا عدم لزوم ترک غار و پایین آمدن از کوه و سرازیر شدن به دشت، باورهای آنیمستی (روح باوری) و توتمیستی و جنبه تقدس‌آمیز داشتن نوع گرگ و دیر شواهد در این زمینه را می‌توان در مدارج معینی از نمودار مسیر تکامل فرهنگی انسان قرار داده و آن گاه به تعیین بعد زمانی و ارزیابی قدمت آن دوران پرداخت و وقوع حوادث معینی را به مرحله پیش از دوره سفالگری یا همزمان با آن و غیره نسبت داد.

### نگارش
جفری لوئیس می‌نویسد: با توجه به زبان متن، محتمل به نظر می‌رسد که کتاب مربوط به اواخر قرن چهاردهم یا اوایل قرن پانزدهم باشد. متن، بعضی از مشخصه‌های زبان ترکی  آدربایجانی را دوشادوش ترکی غربی (ترکی استانبولی) نشان می‌دهد. ترکی استانبولی بیشتر در نسخه خطی واتیکان دیده می‌شود. اما منشأ متن به زمانی بازمی‌گردد که هنوز ترکی آذربایجانی و عثمانی به عنوان لهجه‌های مجزا از هم جدا نشده بودند. البته کار درستی نیست که سعی کنیم از شواهد زبانی به نتیجه‌گیری نهایی دربارهٔ زمان و مکان نگارش کتاب برسیم. کما اینکه نمی‌دانیم هر موردی در کتاب نتیجه تغییری است که راویان یا اوزان بعدی یا نسخه‌بردار بعدی ایجاد کرده‌اند.
جمال کافادار (Cemal Kafadar) استاد مطالعات ترک هاروارد با تأکید بر نامشخص بودن مکان قطعی، زمان کتابت دده قورقود را در دوره حسن اوزن و محل را تقریبی بین آق‌قویونلو و امپراتوری عثمانی، یعنی بین آناتولی شرقی و غربی می‌داند. او می‌نویسد «دقیقاً مشخص نیست داستان‌های دده قورقود چه زمانی کتابت شدند اما پیش از سده ۱۵ میلادی نبوده‌است. بر اساس این واقعیت که نویسنده، حکمرانان آق‌قویونلو و سلاطین امپراتوری عثمانی را در داستان‌ها مخلوط کرده‌است، احتمالاً کسی که در زمان اوزون حسن (۱۴۶۶–۷۸) در محدوده تقریبی بین این دو سرزمین می‌زیسته تدوین کرده‌است.» او ادامه می‌دهد «از سوی دیگر، لوئیس کتابت را «حداقل در اوایل قرن پانزدهم» تخمین زده‌است. علاوه بر این که باید بپرسیم زمان داستان‌ها به چه زمانی برمی‌گردد، یا چه زمانی به شکل امروزی خود نوشته شده‌اند (سؤالی که لوئیس می‌پرسد)، باید بپرسیم که چه زمانی تصمیم گرفته شد که این داستان‌ها به صورت کتبی نوشته شوند. در پاسخ به سؤال آخر، «عثمانیان» از آنچه لوئیس در نظر گرفته بود موجّه‌تر است.
جواد هیئت نیز اعتقاد داشت که «کتاب «حماسه دده قورقود» حماسه مشترک ترکها و آذری‌هاست. حماسه گرچه ۱۳۰۰ سال قدمت دارد ولی در قرن ۱۵ به رشته تحریر درآمده است.»
اغلب پژوهشگران نویسنده دیباچه کتاب دده قورقود را مجزا از نویسنده حکایات کتاب می‌دانند. درحالیکه پژوهشگری چون پرتو نایلی بوراتاو بر این باور است که نویسنده دیباچه و حکایات کتاب یک تن بوده و به باور وی، نویسنده با خانلارخانی (خان خانان) نامیدن بایندر خان (جد افسانه ای قره قویونلوها) برای قره قویونلو‌ها جایگاه ویژه ای در نظر داشته و از سویی دیگر با دادن بشارت پایدار ماندن خلافت عثمانیان سعی در جلب خرسندی آنان نیز داشته‌است. به باور «اورخان شایق گوگ یای» پژوهشگر تُرک، کتابت دده قورقود آنگونه بوده که نویسنده پس از شنیدن داستان‌ها و سپردن آنها به حافظه، اقدام به نگارش نموده‌است. 
به باور محمد فؤاد کوپرولو تاریخ نگاران عثمانی در قرن دهم نخستین بار دده قورقود را دیده‌اند. در بین حکایات دده قورقود گاه عناصر افسانه ای کهن تری دیده می‌شود. می توان به حکایت هشتم داستان کشته شدن «دپه گوءز» به دست «بساط» پسر (اُروزبیگ) اشاره نمود. ابن آیبک الدواداری داستانی مانند همین را با تغییراتی اندک در مقایسه با روایت دده قورقود، با برداشت از متون «اغوزنامه» هایی که اصل شان امروزه در دست نیست، در کتاب درر التیجان وغرر تواریخ الزمان در سده‌های هفتم یا هشتم هجری آورده‌است. محمد فؤاد کوپرولو بر این باور است که متون «اغوزنامه» هایی که ابن دواداری دیده و از آنها اقتباس و برداشت نموده، همان «دده قورقود» است. 
از سویی دیگر با توجه به اینکه نظر اغلب پژوهشگران چون «اورخان شایق گوگ یای» و «فاروق سومر» و «فرهاد زینالوف» و «صمد علیزاده» بر آن است که نسخ موجود کتاب دده قورقود در سده نهم یا جتی در سده دهم به کتابت درآمده بنابر این اغوز نامه‌هایی که ابن دواداری از آن بهره‌برداری نموده نمی‌توانسته گتاب دده قورقود باشد، مگر اینکه نسخ موجود کتاب دده قورقود از روی نسخ کهن تری برداشت شده باشد. جامع التواریخ اثر رشیدالدین فضل‌الله همدانی رای می‌توان یکی از نخستین کتبی دانست که در آن به دده قورقود اشاره شده‌است. جایگاه قورقوت آتا (دده قورقود) در این اثر قرن هفتمی، همان جایگاه قورقوت آتا در کتاب دده قورقود است. پسران را نام گذاری می‌کرده و به خاقان‌ها مشاوره می‌داده و گره گشای کار خان‌ها و مردم، صاحب کرامات و عمر وی ۲۹۵ سال بوده‌است. به باور پژوهشگر «عبدالقادر اینان» آنچه که در کتاب جامع التواریخ آمده، ترجمه ای از «اغوزنامه» بوده‌است و ابوالغازی بهادرخان نیز اغلب مطالب خود را از جامع التواریخ اقتباس و برداشت نموده‌است. نام دده قورقوت و عناصر حکایات ددده قورقود به خماسه ماناس قرقیزها نیز راه یافته‌است. 
از حکایت‌های دده قورقود دو نسخه موجود است که یکی از آنها در درسدن و دیگری در واتیکان یافته شده‌است. نسخه اول را نخستین بار هاینریش فردریش فون دیتس در قرن هجدهم میلادی (دوازدهم قمری) در بین نسخ خطی کتابخانه عمومی سلطنتی درسدن دیده و آن را به اشتباه با عنوان اثری از «قورقوت» شاهزاده عثمانی ثبت کرده‌است. فون دتیس برای نخستین بار در بخش دوم کتاب خود با عنوان «خاطرات آسیا» که در سال ۱۸۱۵ میلادی (۱۳۲۰ قمری) به تفضیل معرفی کرده‌است. همچنین نسخه ای را از همان نسخه درسدن برای کتابحانه سلطنتی برلین تهیه کرد که در این نسخه اشتباهاتی وارد شده‌ است؛ که بعد همت کیلیسلی و معلم رفعت همین نسخه اخیر را پایه و اساس چاپ نخستین نسخه امروزی آن با الفبای عربی در استانبول به سال ۱۹۱۶ (۱۳۳۴) قرار دادند.
تئودور نلدکه خاورشناس آلمانی یادداشت‌های خود دربارهٔ کتاب دده قورقود را برای چاپ نسخه ای به زبان آلمانی، در سال ۱۸۹۲ میلادی به شاگردش واسیلی بارتولد واگذار کرد. بارتولد ضمن نوشتن مقالات تحقیقی پیرامون دده قورقود، حکایت‌ها را در سال ۱۹۲۲ میلادی (برابر با ۱۳۰۱ خورشیدی) نسخه ای از کتاب دده قورقود را به زبان روسی چاپ و منتشر نمود که همان ترجمه روسی در سال ۱۳۲۹ خورشیدی (۱۹۵۰ میلادی) در باکو توسط «حمید آراسلی» و «محمد حسین طهماسب» منتشر شد. درسال ۱۹۵۰(۱۳۲۹ خورشیدی) «اتوری روسی» خاورشناس ایتالیایی موفق به کشف نسخه خطی دیگری از کتاب «دده قورقود» در کتابخانه واتیکان شد و سپس با انتشار متن ان با عنوان «حکایت اغوز نامه قضان (قزان، قازان) بک و غیره» ،پژوهش‌ها دربارهٔ این کتاب را وارد مرحله جدیدی کرد. 
این اثر مشتمل بود بر مقدمه و شش حکایت و مقدمه‌ای تحقیقی و جامع و تصاویری از نسخه خطی کتاب توضیحات ضمیمه آن. پس از آن بود که متن کتاب دده قورقود بارها در ترکیه و جمهوری آذربایجان منتشر شد. محرم ارگین (به انگلیسی: Muharrem Ergin) پژوهشگر و نویسنده اهل ترکیه متنی تازه بر پایه نسخه‌های درسدن و واتیکان با دیباچه ای در معرفی و نقد و بررسی کارهای انجام گرفته دربارهٔ این اثر منتشر کرد. در جمهوری آذربایجان، «حمید آراسلی» متن حکایات را در سال ۱۳۱۸ خورشیدی (۱۹۳۹ میلادی) با الفبای لاتین و در سال ۱۳۴۱ خورشیدی (۱۹۶۲ میلادی) و همچنین ۱۹۷۷ میلادی با الفبای سیریلیک و به زبان ترکی آذربایجانی در باکو منتشر کرد. «فرهاد زینالف» و «صمد علیزاده» متن بر تصحیح حکایات بر پایه نسخه‌های درسدن و واتیکان و اثر «محرم ارگین» با اشاره به شیوه کار خود، به همراه آوا نویسی و ساده نویسی در سال ۱۳۶۷ خورشیدی در باکو به چاپ رساندند. 
در ایران نحستین بار توسط «محمد علی فرزانه» در سال ۱۳۵۸ به چاپ رسید. «حسین محمد خانی» نیز متن کتاب را با عنوان «دده قورقود کیتابی» به همراه فهرست لغات و اعلام در سال ۱۳۷۸ به زبان زبان ترکی آذربایجانی چاپ کرده‌است

### نسخه‌های خطی

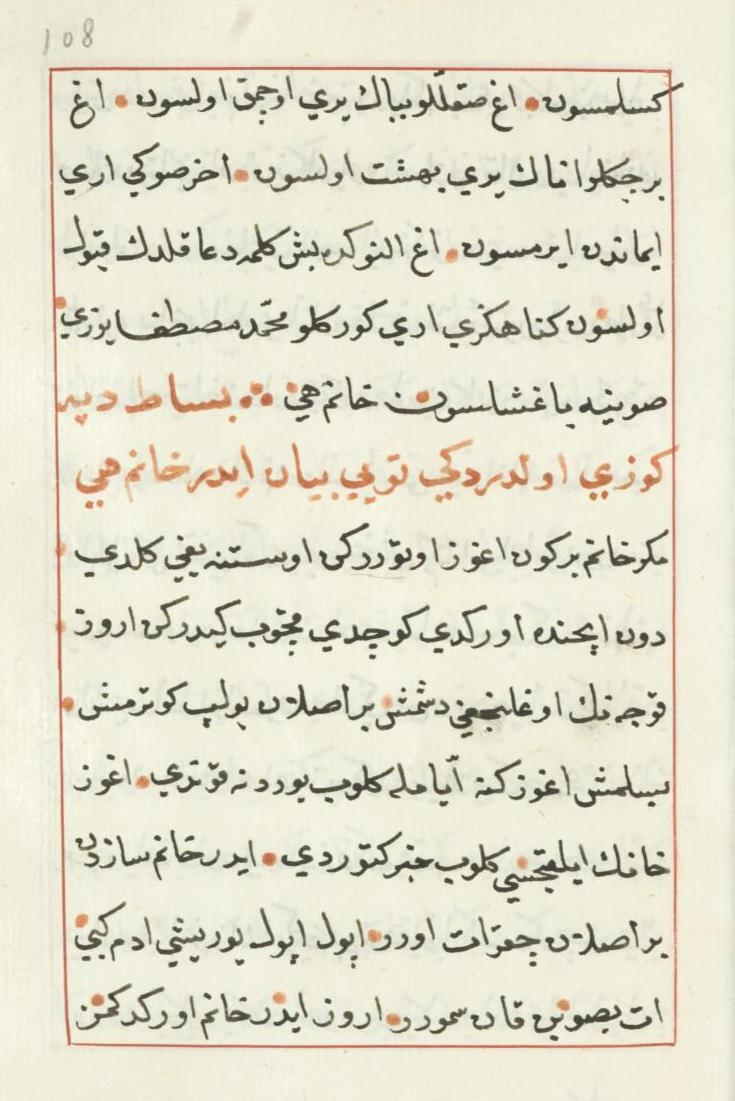
کشته شدن دپه کوزی توسط بساط از کتاب دده قورد نسخه درسدن

از این اثر مکتوب دو نسخه خطی معروف به «نسخه درسدن» و «نسخه واتیکان» پیدا شده است. در سال‌های اخیر خبر کشف دو نسخه‌ دیگر نیز منتشر شده است.

#### نسخه «درسدن»
مشهورترین نسخه به نام «نسخه درسدن» شناخته می‌شود (منسوب به موزه شهر درسدن آلمان؛ به آلمانی: Dresden). این نسخه توسط فلیشر (به انگلیسی: Fleischer) در زمان تهیه فهرست کتاب‌های کتابخانه در سال ۱۹۳۱، شناسایی و با عنوان «Kitab-i Dedem Korkut» و عنوان مندرج در کتاب «کتاب دده قورقود علی لسان طایفه اوغوزان» با ۱۵۲ صفحه، نوشته شده بر روی کاغذ، بر اساس تاریخ تحویل آن به کتابخانه احمد پاشا سلطان امپراتوری عثمانی قرن ۱۶ میلادی (قرن ۱۰ هجری قمری) قرار داده‌است. در این نسخه اشاره‌ای به نام نویسنده و تاریخ نگارش مشاهده نمی‌شود این نسخه شامل یک مقدمه و دوازده قات (داستان) می‌باشد و نسخه دیجیتال شده آن در دسترس عموم می‌باشد.

#### نسخه واتیکان
نسخه خطی دیگر از کتاب دده قورقود در سال ۱۹۵۰ توسط اتور رُزی دانشمند ایتالیایی در کتابخانه واتیکان یافت شد و با نام «نسخه واتیکان» معروف شده‌است. این نسخه فاقد نام کتاب و تاریخ کتابت است و ۱۰۹ صفحه و شش قات را دربردارد و شامل قات های ۱، ۲، ۳، ۴ ،۷ و ۱۲ام از نسخه موزه درسدن است. این احتمال وجود دارد که نسخه واتیکان از نسخه آلمانی قدیمی‌تر باشد که با توجه به درج شدن کامل حرکت‌گذاری الفبای عربی در نسخه کتابخانه واتیکان برای تمام نوشته‌ها و نبودن این امر در نسخه موزه درسدن، این احتمال دور از ذهن نیست.

#### نسخه «ترکمنستان-چوودور» (Turkmenistan-Chovdur variant):
نسخه «ترکمنستان-چوودور» (Turkmenistan-Chovdur variant): محققان دانشگاه آنکارا این نسخه را معرفی کرده‌اند. این نسخه ۴ حکایت بیشتر از نسخه درسدن دارد. این نسخه را عطا رحمانوف* از یک خواننده عامیانه (بگشی) به نام قربانگلیچ چاکان اوغلو* گرفته بود. این نسخه شامل ۱۶ حکایت حماسی است و چهار حکایتی که افزون بر نسخه درسدن هستند عبارتند از “Oğuzlarıñ Gäver Hanlıkına Karşı Köreşi”، “Oğuzlarıñ Melallaşmakı”، “İğdir” و “Gorkutıñ Gabrı Kazılgı”. ملک اردم* استاد دانشگاه آنکارا این نسخه را در سال ۱۹۹۴ از عطا رحمانوف گرفته و به ترکیه برده و جنبه‌های آوایی، مورفولوژیک، سبکی و بلاغی حماسه‌ها را در پایان نامه خود در سال ۱۹۹۸ بررسی کرد. در نسخه «ترکمنستان-چوودور»، رسمی‌سازی موضوعی (thematic formalization) و تکنیک‌های روایی چشمگیر هستند. جغرافیای داستان حماسه‌ها در این نسخه به سمت غرب گسترش یافته است. در متن تاريخي حماسه‌های این نسخه، برخی از وقايع تاريخی مانند مهاجرت چوودورها به منيشلاق آمده است. بررسی این نسخه در ژورنال مطالعات ترکی مدرن در سال ۲۰۰۵ منتشر شده است.

#### نسخه «ترکمن صحرا»

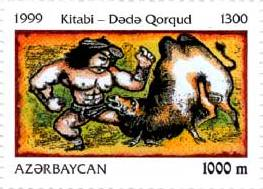
تمبر به مناسب ۱۳۰۰امین سالگرد کتاب

رسانه‌های ترکیه خبر از کشف این نسخه توسط ولی‌محمد خوجه دادند. به گفتهٔ خوجه، این نسخه دو بُوی (داستان) و ۲۴ سُوی (شعر) اضافه بر نسخه‌های درسدن و واتیکان دارد. «ولی محمد خوجه» اهل ترکمن صحرای ایران که نسخه سوم کتاب داستان های حماسی «دده قورقود» را کشف کرده است معتقد است نسخه سوم دده قورقود میراث خاندان قاجاریه است.
این نسخه که به تازگی شناسایی شده‌است و شامل شش گات می‌باشد به نام «نسخه ترکمن صحرا» معرفی شده‌است. در این نسخه دو گات و ۲۴ شعر وجود دارد که در دو نسخه پیشین وجود نداشته‌است. در این نسخه همچنین اسامی جغرافیایی جدیدی نیز ذکر شده‌است. این نسخه بر حسب اتفاق به مالکیت «ولی محمد خوجه» از محققین ترکمن صحرای ایران درآمده و پس از تأیید «شهروز آکاتابای» از دانشگاه آنکارا او طی یک تماس تلفنی با ذکر «این کتاب را به هیچ کس نده، اثر بسیار ارزشمندی است» شناسایی شده‌است. اتحادیه نویسندگان اورسیای ترکیه توسط یعقوب عمراوغلو، رئیس اتحادیه طی مراسمی در آنکارا و با حضور گروهی از دانشگاهیان و دوستداران ادبیات برگزار شد، مدال افتخاری به استاد ولی محمد خوجه اهدا کرد.
متن کامل اثر، با رسم‌الخط اصلی کتاب (نسخه درسدن) در سال ۱۹۱۶ توسط معلم رفعت در استانبول به چاپ رسید؛ و درسالهای ۱۹۳۸ و ۱۹۳۹ چاپ‌های دیگری توسط اورهان‌شائق گوگ‌یای و حمید آراسلی با حروف لاتین در باکو چاپ شد.
مشهورترین چاپی که از این کتاب بعمل آمده به وسیله محرم ارگین در دو جلد که جلد اول شامل مقدمه، متنم انتقادی و نسخه بدل‌هاست در سال ۱۹۵۸ و جلد دوم را که مشتمل بر لغت‌نامه و گرامر زبان کتاب است در سال ۱۹۶۲ انتشار داده‌است.
زمان‌های متفاوتی برای قدیم‌ترین نسخه خطی موجود در نظر گرفته می‌شود. جفری لوئیس قدمت اوایل قرن ۱۵ میلادی را منصفانه می‌داند با دو وجه از متن: یک لایه یک مجموعه از سنت‌های شفاهی مربوط به درگیری‌ها و نبرهای قوم اوغوز با پچنگ‌ها و قبچاق‌ها و لایه دیگر به لشکرکشی‌های معاهده آق‌قویونلوها در قرن ۱۴ میلادی اشاره دارد.

## سبک ادبی و شیوهٔ نگارش
این کتاب از بخش‌های متوالی نثر و نظم ترکیب یافته است بنابراین شیوه روایی آن به نحوی است که بخشهای منثور در فاصله‌های معینی با ابیات آهنگین و عبارات موزون و دارای ردیف و قافیه، در قالب «سو‌‌ٔلمه» (Soylama) با منظومه تلفیق می‌یابند. به عبارت دیگر بسامد سجع و جناس و استعمال جملات و عبارات کوتاه و موزون و منسجم و در عین حال عامیانه بودن تشبیهات و تعبیرات از ویژگی‌های ادبی برجسته این اثر مکتوب است. ترکیب کنونی کتاب حاوی حدود ۲،۰۰۰ بیت شعر است که تقریبا ٪۳۵ کل محتوای آن را تشکیل می‌دهد که به احتمال قریب به یقین در گذشته حجم بخش‌های منظوم بیشتر بوده است. احتمالا پیش از آنکه حماسه‌ها به وسیله عاشیق‌ها و راویان متاخر نقل شوند، در نخستین مراحل آفرینش و شکل‌گیری، کلیت اثر نظیر دیگر آثار حماسی در قالب شعر و دارای صورت‌های موزون و منظوم بوده است.
چنین به نظر می‌آید که «اوْزان‌ها» (نیاکان عاشیق‌های امروزی) به خاطر این که سخنان، اشارات و پیام‌های شاعرانه خود را با لحن‌های گوناگون و پرده‌های متنوع «قوپوز» خود هماهنگ و همردیف و سازگار کنند، (از این آلت موسیقی در کتاب دده قورقود در موارد متعددی یاد شده است) به موسیقی شعری اهمیت ویژه‌ای قایل شده و آن‌ها را به شیوه مناسب و درخوری آهنگ‌دار و ملودیک ساخته‌اند بخش‌های منثور آن‌ها توسط عاشیق‌ها به شیوه‌ای مطلوب طبع و ماهرانه بازگویی و روایت می‌شوند و در جریان آن منظومه‌ها نیز با ساز و آواز مخصوص و جاده افتاده‌ٔ این هنرمندان ترنم و اجرا می‌گردند و به سبب اصالت و ریشه‌ٔدار بودن، شنودگان را عمیقا تحت تاثیر قرار داده و شوری در دل‌ها و غوغایی در سرها می‌افکنند. قابل اشاره است که این دو صورت منظوم و منثور به ظاهر ناهمساز به وجهی ارگانیک (اندامواره) با یکدیگر آمیختگی و تلفیق یافته و در واقع مکمل همدیگر به شمار می‌روند.
برخی از پژوهشگران معتقدند که مقایسه سبک‌های گفتاری مندرجات کتاب با لهجه شناسی تاریخی و توصیفی مردم آذربایجان نشان میدهد که زبان داستان‌ها از لحاظ اسلوب بیان و دستور زبان و تعابیر و تشبیهات حال و هوای گویش ترک‌های قاراپاپاق Qara Papaq را دارد که لازم است روی این موضوع کارهای تطبیقی و تحقیقی جدی‌تر و گسترده‌تری انجام گیرد. در متن کتاب گاهی به شکل‌ها و صورتهای درست کلماتی برمی‌خوریم که در طی زمان تحریف در آنها راه یافته و یا به صورت‌های دیگری درآمده‌اند ولی روی هم رفته لغات و جملات اساسی متن کتاب، اکثراً همان‌هایی هستند که امروزه نیز در زبان ترکی آذربایجانی معمول و مصطلح‌اند.
این کتاب از لحاظ زیبایی ادبی، جلوه و شکوه صحنه‌ها، اصالت و انعکاس باورهای اسطوره‌ای آذربایجان قابل مقایسه با «ایلیاد و ادیسه هومر» می‌باشد

### کاربرد صنایع ادبی و بدیعی
در این اثر مکتوب صنایع ادبی گوناگونی از قبیل مبالغه، تشبیه، مجاز، استعاره، کنایه، تضاد، نظیره و تشخیص به منظور شیوایی و ادای مؤثرتر کلام و رساندن پیام به نحو احسن مورد استفاده قرار گرفته‌اند. مسلماً اتخاذ چنین شیوه بیان و زبان هنری به منظور آفرینش ایماژهای شعری پر شکوه و زیبا و بیان روایی محکم و رسا برای بازتاب هر چه بهتر مفاهیم و معانی و تجسم صحنه‌ها و رویدادها بوده است.
در روایت این داستان‌های حماسی و رزمی و در رابطه با شیوه زندگی و تلاش و کوشش این مردمان برای زندگی سرافرازانه و مقابله آنان با دشمنان و مخالفان و همچنین توصیف طبیعت سرزنده و شاداب منطقه هر از گاهی با عبارات و اظهارات مبالغه‌آمیزی مواجه می‌شویم که بر قدرت و نفوذ کلام و تاثیر آن می‌افزایند. قازان خان از چنان نیروی جسمانی قوی برخوردار است که صخره‌ای را از بالای کوه فرو می‌غلتد به آسانی با پای خود کنا زده و از سر راه‌ش به دور می‌افکند. قاراجیق چوبان قادر است که با فلاخن خود سنگ‌هایی به وزن دوازده من را به نقاط دور دست پرتاب کند، قاراگؤنِئی به هنگام خشم و غضب تکه سنگ خارای سیاه را با مشت خود می‌فشارد و خرد میکند و ذرات خاک مبدل میکند و از سبیل اَمَنین در خشم خون می‌چکد
تشبیهات بدیع و زیبا احساسات لطیف و ذوق ادبی و هنری این مردمان و علایق انسانی و عشق و محبت آنان را نسبت به همنوعان و زادگاه خود و دیدگاه‌هایشان را درباره دنیا و زندگی و کینه و نفرتشان را نسبت به دشمنان نمایان می‌سازد. پاره‌ای از تشبیهات هم دربازه جانوارن اهلی، صحنه‌های کارزار، سلاح‌های جنگی، نیرومندی و قدرت بازوان و مهارت‌های جنگی قهرمانان است. خصایل ممتاز و برجسته، نجابت و وقار، صفای معنوی و تناسب اندام، جلوه‌های آراستگی بزرگان و پدر و مادرها نیز در این مورد جای ویژه خود دارند.
در این اثر برای پروراندن موضوع و برجسته کردن پدیده‌ها و عینیت بخشیدن آن‌ها از شگرد جاندار پنداری به خوبی بهره گرفته شده است. قهرمان محبوب جوان یکی از داستان‌ها، اوْروز، که توسط دشمنانش به پای درختی برای حلق‌آویز کردن آورده میشود به دشمنان چنین می‌گوید: «دست کم امان‌ام دهید تا در آخرین لحظات زندگی درد دل خود را با این درخت در میان نهم»
نمونه‌های دیگری از استفاده از صنعت تضاد:
- داستان قازان خان، برآمدن آفتاب اقبال از دل تاریکی
- داستان اوْروز، خنده و شادی از شجاعت و شهامت پهلوانان در تضاد با ناله و فغان از نگرانی و خیال فرزند ۱۶ساله خود

نظری اجمالی به متن کتاب نشان می‌دهد که جملات و تعبیرات آن اساساً ساده و کوتاه‌اند و به عبارات غامض و مرکب و پیچیده کمتر بر میخوریم. البته این مطلب بدان معنی نیست که تدوین کنندگان داستان‌ها افکار و اندیشه‌های ژرف و پیچیده نداشته‌اند، بلکه واقعیت این است که چنین شیوه بیانی به اقتضای شرایط و اوضاع مناسب‌ترین و مطلوب‌ترین وسیله برای القای آسان و مؤثر و هرچه بهتر مفاهیم و مطالب به مخاطب بوده است.

## ترجمه‌ها
کتاب دده قورقود به زبان‌ها مختلف ترجمه شده‌است. نخستین ترجمه دده‌قورقود به زبان آلمانی در سال ۱۸۱۵ از روی نسخه کتابخانه درسدن در آلمان بود.
غیر از ترجمه‌های آلمانی. روسی. ایتالیایی چندین ترجمه دیگر نیز به سایر زبان‌های اروپایی و آسیایی صورت گرفته از جمله آن‌ها دو ترجمه به زبان انگلیسی را می‌توان نام برد که اولی د ر انگلستان و و دومی در آمریکا انجام یافته‌است. از ترجمه کنندگان می‌توان به ترجمه دیگر از یواخیم هاین به زبان آلمانی که در سال ۱۹۵۸ درشهرزوریخ و چاپ به زبان روسی در سال۱۹۶۲به وسیله بارتولد وانتشار توسط ویکتور ژیرمونسکی درمسکو اشاره کرد.
متن کامل کتاب هم که با رسم خط اصلی بر اساس نسخه کتابخانه برلین در سال۱۹۱۶ از سوی معلم رفعت محقق کشور ترکیه با رسم‌الخط عربی عربی آن را به چاپ رساند و بعد از آن توسط اورخان شایق گوکیای با رسم‌الخط ترکی استانبولی در سال ۱۹۳۸ چاپ گردید.
ترجمه‌های متعددی نیز به زبان فارسی از این کتاب انجام شده است مانند برگردان فریبا عزبدفتری، محمد حریری اکبری از نسخه انگلیسی و ترجمه عمار احمدی سال ۹۰ و یا ترجمه به نظم بر پایه‌ی نسخه‌ی خطّی درسدن، برلین و با عنایت به نسخه‌ی واتیکان توسط صالح سجادی زیر نظر جناب استاد حسن عبدالّهی جهانی (اوموداوغلو) انجام پذیرفته است.

## در ایران
نخستین ترجمه‌های کتاب دَدَه قورقود به زبان فارسی در سال ۱۳۵۵ در تهران و تبریز صورت گرفت. در تبریز توسط فریبا عزب‌دفتری و محمد حریری اکبری از روی ترجمه انگلیسی جفری لوئیس و به واسطه نشر ابن سینا و در تهران توسط نشر نوپا و با ترجمه ابراهیم دارابی به چاپ رسید. این ترجمه از متن انگلیسی آقای جفری لوئیس انجام گرفته‌است. بهزاد بهزادی پژوهشگر زبان ترکی آذربایجانی نیز دده قورقود را به زبان فارسی ترجمه کرده‌است. داستان دلی دومرول آن با عنوان سرگذشت دومرول دیوانه سر توسط صمد بهرنگی به فارسی ترجمه شده‌است.
در دولت حسن روحانی در دانشگاه تبریز طرحی برای تدریس دده قورقود در ایران و به دنبال اجرای دوره کارشناسی زبان ترکی به اجرا گذاشته شد.
جواد طباطبایی، پژوهشگر فلسفه، تاریخ و سیاست، در این‌باره نوشته‌است: «دولت تدبیر و امید با چه رویی می‌خواهد به مردم آذربایجان، که سده‌ها در قهوه‌خانه‌های شهرهای خود گوش به نقالی داستان‌های شاهنامه سپرده‌اند، اعلام کند که از این پس افسانه‌های «دده قورقود» جای داستان‌های رستم و سهراب را گرفته‌است. اگر چنین تدبیرها در راستای «بازگشت به خویشتن» ها و «آنچه خود داشت» هاست، متولیان باید بدانند که این اجبار به تغییر هویت مردم آذربایجان عین از خود بیگانه ساختن آنان است، زیرا مردمی که هزار سال شاهنامه، دیوان حافظ و گلستان سعدی خوانده‌اند به آسانی به این جعل هویت برای خود تن در نخواهند داد و از این «تدبیرِ» داهیانهٔ دولت جز «ناامیدی» از تدبیرهای او حاصل نخواهد شد!» وی افزوده‌است: «به رغم تبلیغاتی مسموم و یکسره نادرستی که گوش‌ها را کر می‌کند، هرگز، چاپ کتاب دده قورقود در آذربایجان ممنوع نبوده و خود من از نیمهٔ دوم دههٔ سی شمسی نسخه‌هایی از آن را در کتابفروشی‌های تبریز دیده بودم. فروش آزاد چند صد نسخه‌ای که از این «حماسهٔ ملّی ترکان» در تبریز چاپ می‌شد سال‌ها طول می‌کشید و البته جز مردمان کنجکاو نسخه‌ای از آن را نمی‌خریدند و اگر می‌خریدند اغلب نمی‌خواندند! ادعای «تحمیل» زبان فارسی به مردم آذربایجان توجیهی برای «تحمیل» تدریجی زبان «ترکی» دده قورقود به مردمی است که در سال‌های اخیر هویت جدید «ترکی در حال رنسانس» خود را کشف کرده‌اند. وزارت علوم باید بداند که نویسنده - یا نویسندگان- برنامه‌ای که اینک به دانشگاه‌های استان‌های آذربایجان ابلاغ شده‌است هدف‌هایی جز آموزش زبان داشته‌اند!»

## ثبت در یونسکو
فرهنگ حماسی، داستان‌های عامیانه و موسیقی دده قورقود بر پایه دوازده افسانه قهرمانانه و سیزده دستگاه موسیقی سنتی است که در طول نسل‌ها از طریق انتقال سینه‌به‌سینه، هنرهای نمایشی، نشانه‌های فرهنگی و آهنگ‌های موسیقی به اشتراک گذاشته شده‌است در نوامبر ۲۰۱۸ به پیشنهاد کشورهای جمهوری آذربایجان، ترکیه و قزاقستان در فهرست میراث فرهنگی ناملموس یونسکو ثبت شده‌است.

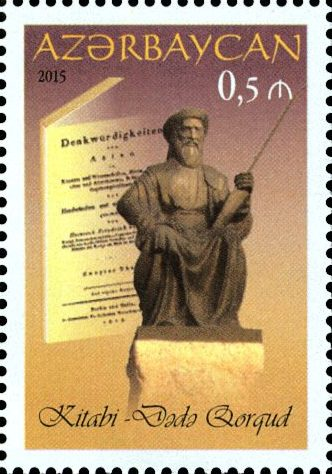
تمبر جمهوری آذربایجان در ۲۰۰ سالگرد ترجمه کتاب دده قورد به آلمانی

در سال ۱۹۹۸ کتاب دده قورقود از طرف جمهوری آذربایجان و سازمان یونسکو نامزد و در سال ۲۰۰۰ «هزارو سیصدمین سالگرد نوشته شدن دده قورقود» جشن گرفته شد.
از سال ۱۹۵۶ یونسکو برای بزرگ‌داشت و شناساندن وقایع تاریخی و شخصیت‌های برجسته کشورهای عضو برای جهانیان جشن‌هایی را ترتیب می‌دهد، که بر اساس درخواست کشورهای عضو است، در مورد کتاب دده قورقود هم دولت جمهوری آذربایجان، این مناسبت را برای برگزاری سالگرد به یونسکو اعلام نمود و یونسکو آن را جشن گرفت؛ حیدر علی‌اف رئیس‌جمهور پیشین جمهوری آذربایجان در بزرگداشت هزار و سیصدمین سالگرد کتاب «دده قورقود» اعلام کرد که: «اگر چه ما امروز در وضعیت جنگ به سر می‌بریم ولی دده قورقود مردم را به صلح و دوستی دعوت می‌کند. ما سعی می‌کنیم مناقشات را مطابق با توصیه‌های دده قورقود حل کنیم.» در همین مراسم نیز جواد هیئت اعلام کرد که «کتاب حماسه دده قورقود حماسهٔ مشترک ترک‌ها و آذری‌هاست. در این حماسه مراحل مختلف اولاد ترک از بدو تولد و نامگذاری گرفته تا دوران جوانی، شهامت، نامزدی، زناشویی، دوران پیری و آخرین لحظات عمرشان با سوژه‌های جالب منعکس شده‌اند. حماسه گرچه ۱۳۰۰ سال قدمت دارد ولی در قرن ۱۵ به رشته تحریر درآمده است»
در سال ۱۹۹۹ بانک ملی جمهوری آذربایجان، سکه‌های یادبود طلا و نقره به مناسبت سال دده قورقود ضرب کرد.
در سال ۲۰۱۳ میلادی در جریان ثبت بازی چوگان در فهرست سازمان علمی فرهنگی ملل متحد (یونسکو) به عنوان "میراث ناملموس در معرض خطر" جمهوری آذربایجان، جمهوری آذربایجان جهت اثبات تعلق تاریخی بازی چوگان به خود که بر این قرائن استوار بود در خواست ثبت جهانی بازی چوگان به نام خود را داشت نقوشی از بازی چوگان که در ویرانه‌های برجای مانده از شهر باستانی بیلقان یافته شده، مینیاتورهای عصر صفوی که بازی چوگان در آنها به تصویر کشیده شده و اشاراتی در کتاب دده قورقود و اشعار نظامی گنجوی و خاقانی شروانی. شهر باستانی بیلقان که ویرانه هایش در مکانی به نام اورن قلعه، فاصله چندانی از دشت مغان و مرز ایران ندارد و نقوشی از بازی چوگان که در آن یافته شده، متعلق به قرن نهم میلادی (سوم هجری) است.
در کتاب دده قورقود، به دو تن از قهرمانان افسانه‌ای این کتاب به نامهای «بامسی بیرک» و «بانی چیچک» (که زن است) مربوط می‌شود در کتاب بی‌آنکه اشاره مستقیمی به بازی چوگان شود آمده که این دو، در ورزشهایی که سوار بر اسب انجام می‌گیرد مهارت داشته‌اند.

## اقتباس‌ها

### جشنواره
جشنوارهٔ بین‌المللی «فیلم جهان ترک دده قورقود (قورقود آتا)» (به انگلیسی: KORKUT ATA TURKISH WORLD FILM FESTVAL) با اقتباس از نام این کتاب برگزار می‌گردد.
محمد علی‌مرادی، مستند ساز جوان ایرانی که بیشتر در خصوص مسائل مختلف محیط زیستی در منطقه آذربایجان فعالیت می‌کند، جایزه بهترین مستند این جشنواره را برای مستند «ایکیزلر» دریافت کرد.

### تئاتر
در تیرماه سال‌های ۱۳۸۱ و ۱۳۸۲ گروهی از بازیگران تئاتر از اردبیل داستان «تپه گؤز»، یکی از داستان‌های حماسی «کتاب دده قورقود»، را به‌شکل تئاتر میدانی در قلعه بابک اجرا کردند. و در مراسم گرامی‌داشت نوروز نیز به آن اشاره شده است.

### آثار مکتوب
حداقل یکی از داستان‌ها (داستان هشتم: بوسات اؤلدۆردۆگی تَپه گؤزۆن بۏیۇ (داستان تپه گوز کشته شده به‌دست بوسات) در نسخهٔ مکتوب در ابتدای قرن ۱۴ مشابهتی با داستان منتشرنشده‌ای به زبان عربی با نام دُرَرُ التیجان، کتابت شده در مصر به تاریخ ۱۳۰۹ تا ۱۳۴۰ میلادی دارد.

### هنرهای تجسمی
الهام بخش برخی از هنرمندان در آثار ایجاد آثار خود بوده است.

### آثار صوتی
کتاب‌ صوتی داستان‌های «ده‌ده قورقود» به زبان ترکی آذری با مدت شش ساعت و چهار دقیقه تولید شده است.